# 波林
波林（Borin）是托爾金小說的虛構人物。
波林是都靈（Durin）的後裔，是耐恩二世（Náin II）的次子。波林是巴林（Balin）及魔戒遠征隊成員金靂（Gimli）的祖先。